# 阿倍陸奥継島
阿倍陸奥 継島（あべのむつ の つぐしま、生没年不明）は、9世紀に日本の陸奥国にいた人物。姓は臣で、はじめ陸奥丈部臣であったが、847年に阿倍陸奥臣に改めた。その時点で無位、磐城団擬少毅であった。
『続日本後紀』承和15年（847年）5月13日条にのみ現れる。この日、磐城団擬少毅の陸奥丈部臣継島は、奈須直赤龍・丈部宗成・丈部本成・大田部月麻呂・陸奥標葉臣高生・陸奥臣善福・陸奥臣千継ら陸奥国の他氏とともに阿倍陸奥臣の姓を賜った。彼ら8人のうち4人は位階が記されるが、継島ら4人にはない。阿倍陸奥の賜姓は他にも例があるが、それらがみな同族だとも、古来からの貴族阿倍氏の分かれだとも考えられない。阿倍氏と何らかの縁があり、これに連なることで地位の上昇を果たしたと考えられている。